# مطار وانتشو وتشياو
مطار وانتشو وتشياو (بالإنجليزية: Wanzhou Wuqiao Airport)‏ (إياتا: WXN، إيكاو: ZUWX) يقع في مدينة وانتشو في جمهورية الصين الشعبية. صنف مطار وانتشو وتشياو في المرتبة الرابعة والتسعون في الصين من حيث عدد الركاب عام 2011 وفقًا لإدارة الطيران المدني في الصين، حيث تعامل مع 251,169 راكب، وبلغ إجمالي حركة الطائرات (القادمة والمغادرة) 3,846 طائرة وقد بلغت كمية البضائع المنقولة عبر المطار 2,001 طن.

## شركات الطيران والوجهات
| شركـات طيـران             | الوجهات |
| ------------------------- | --- |
| طيران الصين               | مطار قوانغتشو باييون الدولي، مطار هانغتشو شياوشان الدولي، مطار نينغبو ليش الدولي                                          |
| خطوط جنوب الصين الجوية    | مطار قوانغتشو باييون الدولي                                                                                               |
| Colorful Guizhou Airlines | مطار فوتشو تشانغله الدولي، مطار قوييانغ لونغدونغابو الدولي، مطار تيانجين الدولي                                           |
| Donghai Airlines          | مطار شينزين باوان الدولي، مطار تاييوان وسو الدولي، مطار تشوهاى سانزو                                                      |
| طيران جي إكس              | مطار تشانغشا هوانغوا الدولي، مطار هايكو ميلان الدولي، مطار حيفي شينكياو الدولي، مطار جينينغ كوفو، مطار ووهان الدولي       |
| خطوط شاندونغ الجوية       | مطار قويلين يانغ جيانغ الدولي، مطار جينان الدولي                                                                          |
| خطوط شانغهاي الجوية       | مطار شانغهاي بودنغ الدولي                                                                                                 |
| خطوط شينزين الجوية        | مطار نانجينغ الدولي، مطار شينزين باوان الدولي                                                                             |
| خطوط سيتشوان الجوية       | مطار بكين العاصمة الدولي، مطار جييانغ شاوشان، مطار كونمينغ جانغشوي الدولي، مطار نانجينغ الدولي، مطار شيان شيانيانغ الدولي |
| أورومتشي للطيران          | مطار أورومتشي الدولي، مطار ونزهو يونجقيانج الدولي                                                                         |
| خطوط زيامن الجوية         | مطار لانتشو تشونغ تشوان، مطار شيامن قاوتشي الدولي                                                                         |